# Karl Bengl
Karl Bengl (* 7. Januar 1918 in Fürth; † 2009) war ein deutscher Verwaltungsjurist; von 1966 bis 1984 Amtschef im Bayerischen Staatsministerium der Justiz.

## Werdegang
Bengl besuchte von 1928 bis 1937 das Gymnasium in Fürth. Unterbrochen vom Kriegsdienst studierte er zwischen 1941 und 1948 Rechtswissenschaften an der Universität Erlangen. Nach der 1. juristischen Staatsprüfung 1948 absolvierte er die Vorbereitungszeit in Nürnberg und Hersbruck. Während dieser Zeit promovierte er, 1951 legte er die 2. juristische Staatsprüfung ab.
1951 trat er in das Bayerische Staatsministerium der Justiz ein, wo er 1968 zum Ministerialdirektor ernannt wurde. Zunächst war Bengl als  Referatsleiter in der Strafrechtsabteilung tätig und war „maßgeblicher Mitbegründer der Bewährungs- und Gerichtshilfe in Bayern“. 1963 wurde er Leiter der Abteilung Justizvollzug und von 1966 bis 1984 war er Amtschef des Bayerischen Staatsministeriums der Justiz.
Er ist Mitverfasser eines Kommentars zum Bayerischen Landesstraf- und Verordnungsgesetz.

## Ehrungen
- 1968: Verdienstkreuz 1. Klasse der Bundesrepublik Deutschland
- 1981: Großes Verdienstkreuz der Bundesrepublik Deutschland[1]
- 1970: Bayerischer Verdienstorden